# Галатеа (станция метро)
«Галате́а» (итал. Galatea) — станция метрополитена Катании. В качестве подземной станции она была открыта в 1999 г., став частью первого функционального участка городской инфраструктуры под управлением FCE; станция не обслуживается персоналом. Расположена между станциями «Италия» и «Стацьоне ФС».
Открыта 27 июня 1999 года в составе первой очереди строительства метрополитена «Борго» — «Порто».
Отличается от остальных станций открытым способом строительства.
В перспективе станет узловой станцией, из-за постройки станций «Джованни XXIII» и «Стезикоро», являющихся ответвлением от основной линии.
На участке «Галатея» — «Стадзьоне ФС» — «Порто» два пути объединяются в один.